# Eurydinota leptomera
Eurydinota leptomera is een vliesvleugelig insect uit de familie Pteromalidae. De wetenschappelijke naam is voor het eerst geldig gepubliceerd in 1878 door Förster.